# Kay Johnson
Pour les articles homonymes, voir Johnson.
Kay Johnson née  à Mount Vernon (État de New York) le 29 novembre 1904,  morte à Waterford (Connecticut) le 17 novembre 1975, est une actrice américaine de théâtre et de cinéma.

## Famille
Née Katharine Johnson, elle était la fille de l'architecte Thomas R. Johnson, qui participa à plusieurs édifices remarquables de New York, comme le Woolworth Building (1913), le bâtiment des douanes de la ville et des bibliothèques. Selon l'actrice, le manque de reconnaissance de son travail sur le Woolworth Building précipita sa mort en 1914.[réf. souhaitée] Kay décida de devenir actrice après être sortie d'un internat dans l'Ohio. Sa mère l'autorisa avec réticence à prendre des cours à l'American Academy of Dramatic Art.

## Débuts
Son premier rôle important fut dans une pièce intitulée Beggar on Horseback, et sa première apparition remarquée fut dans R. U. R. (Rossum's Universal Robots) à Chicago. Après être apparue dans The Little Accident à Providence (Rhode Island), elle partit pour la Californie avec l'acteur John Cromwell, qu'elle épousa en octobre 1928 (il fit carrière comme réalisateur à Hollywood).

## Cinéma
Kay Johnson obtint un contrat avec la Metro-Goldwyn-Mayer grâce à Cecil B. DeMille qui la remarqua au Repertory Theater de Los Angeles dans The Silver Cord, produit par Simeon Gest de la Figueroa Playhouse. Elle débuta dans Dynamite, avec Charles Bickford et Conrad Nagel. DeMille apprécia sa prestation, qu'il compara avec celle de la star du muet Gloria Swanson, la surnommant la Swanson du parlant.[réf. nécessaire] Elle fut opérée d'une appendicite, ce qui retarda la production.
Elle apparut ensuite dans The Ship From Shanghai (1930), This Mad World (1930),  Billy the Kid (1930), The Spoilers (1930) avec Gary Cooper et Betty Compson, Madame Satan (1930), Treize femmes (1932), L'Emprise (1934, avec Leslie Howard et Bette Davis), L'Appel de la forêt (1935) et The Adventures of Mark Twain (1944). Elle a joué avec Warner Baxter dans une adaptation de la pièce d'Elinor Glyn Such Men Are Dangerous par Fox Film.
Sa carrière se poursuivit jusqu'en 1954, avec une dernière apparition dans le film britannique L'Appel de l'or (Jivaro).

## Filmographie
- 1929 : Dynamite de Cecil B. DeMille
- 1930 :
  - Au large de Shanghaï (The Ship from Shanghai) de Charles Brabin
  - This Mad World de William C. de Mille
  - Billy le Kid de King Vidor
  - Sa plus belle vengeance (Such Men Are Dangerous) de Kenneth Hawks
  - The Spoilers d'Edwin Carewe
  - Madame Satan de Cecil B. DeMille
- 1932 : Hypnose de George Archainbaud
- 1934 : L'Emprise de John Cromwell
- 1935 :
  - L'Appel de la forêt de William A. Wellman
  - Village Tale de John Cromwell
  - Jalna de John Cromwell
- 1944 : The Adventures of Mark Twain d'Irving Rapper
- 1954 : L'Appel de l'or (Jivaro) d'Edward Ludwig

## Vie personnelle
Kay Johnson épousa en 1928 l'acteur et réalisateur John Cromwell (1887-1979) ; ils eurent deux fils, dont l'acteur James Cromwell né en 1940, et divorcèrent en 1948. Elle mourut à Waterford dans le Connecticut, peu avant ses 71 ans.